# Charlotte Wingfield
Charlotte Wingfield (ur. 30 listopada 1994 w Londynie) – maltańska biegaczka. Uczestniczka Letnich Igrzysk Olimpijskich 2016.

## Życiorys
W 2015 roku przeniosła się z Londynu, aby reprezentować Maltę. Powodem była chęć startowania w barwach kraju jej ojca. W tym samym roku wystąpiła na Mistrzostwach Świata 2015, ale została zdyskwalifikowana. W 2016 roku wystąpiła na dwóch dużych imprezach: Halowych Mistrzostwach Świata w Lekkoatletyce 2016 oraz na Letnich Igrzyskach Olimpijskich 2016. Zajęła tam odpowiednio: 36. i 8. miejsce. Podczas ceremonii zamknięcia niosła maltańską flagę.